# Ли Джэ Ён
Ли Джэ Ён (кор. 이재용, общепринятая латинская транскрипция — Lee Jae-yong; род. 23 июня 1968) — южнокорейский бизнесмен и миллиардер, президент компании «Samsung Electronics». Сын бывшего председателя концерна «Samsung» Ли Гон Хи. С декабря 2012 года и до смерти отца в октябре 2020 года занимал должность вице-президента правления «Samsung», а в корейских СМИ упоминался как «наследный принц Samsung». Состояние Ли Джэ Ёна оценивается в 5 миллиардов долларов, что делает его третьим среди самых богатых людей в Республике Корея.

## Биография
Ли Джэ Ён родился в Сеуле, Республика Корея, в семье Ли Гон Хи. Учился в средней школе Кёнбок. В дальнейшем Он получил степень бакалавра истории Восточной Азии в Сеульском национальном университете и степень магистра делового администрирования в Университете Кэйо. Ли учился в Гарвардской школе бизнеса около пяти лет, чтобы получить степень доктора делового администрирования, но так и не получил её.

## Судимость

### Коррупционный скандал 2017 года
В январе 2017 года прокуратура Республики Корея обвинила Ли Джэ Ёна «во взяточничестве, растрате и даче ложных показаний», а по окончании расследования 16 февраля он был арестован в связи с коррупционным скандалом, который развивался в ходе политического кризиса в Южной Корее, закончившегося импичментом президента Пак Кын Хе. Ли Джэ Ён обвинен в даче взяток на общую сумму $36,42 млн организациям, подконтрольным подруге бывшего президента страны Чхве Сун Силь. Судебный процесс по обвинению одного из наиболее влиятельных бизнесменов Южной Кореи был назван в СМИ «процессом века». 27 августа 2017 года Ли Джэ Ён был приговорён к пяти годам заключения.
5 февраля 2018 года Верховный суд города Сеул, рассмотрев апелляцию Ли Джэ Ёна, заменил пятилетний тюремный срок на условный, также сократив его до 2,5 лет. Ли Джэ Ён был освобождён сразу после оглашения приговора.
18 января 2021 года его приговорили 2,5 годам тюрьмы по обвинению в даче взяток экс-президенту Южной Кореи Пак Кын Хе и переведён в Сеульский центр заключения. В мае 2021 года Financial Times сообщила, что американские компании лоббировали перед президентом Южной Кореи о помиловании и освобождении Ли из тюрьмы. Торговая палата США присоединилась к корейским бизнес-группам, чтобы призвать президента освободить Ли, утверждая, что руководитель-миллиардер может помочь в усилиях президента США Джо Байдена по прекращению зависимости Америки от компьютерных чипов, произведённых за границей. Ли был условно-досрочно освобождён 13 августа 2021 года правительством Южной Кореи, которое утверждало, что это отвечает национальным интересам. Его условия условно-досрочного освобождения включали ограничение на ведение бизнеса в течение пяти лет и требование об обязательном получении разрешения перед выездом за пределы Республики Кореи.

### Судимость за наркотики 2021 года
26 октября 2021 года Ли был осужден за неоднократное незаконное использование препарата пропофол в период с 2015 по 2020 год в клинике пластической хирургии. Он был приговорён к уплате штрафа в размере 70 миллионов вон (60 055 долларов США).

## Личная жизнь
Ли редко появляется на публике и избегает публичности. У него три младшие сестры — Ли Бу Джин, Ли Со Хён и покойная Ли Юн Хён. Является двоюродным братом председателя CJ Group Ли Джей Хёна .
Ли Джэ Ён был женат на Лим Сэ Ён, старшей дочери председателя «Daesang Group». Они развелись в 2009 году. У них двое детей: сын Ли Джи Хо (2000 г.р.) и дочь Ли Вон Джу (2004 г.р.).